# Оскар (кинопремия, 2006)
78-я церемония вручения наград премии «Оскар» за заслуги в области кинематографа за 2005 год состоялась 5 марта 2006 года в театре «Кодак» (Голливуд, Лос-Анджелес, Калифорния).
Список кандидатов на получение «Оскара» был оглашён 31 января 2006 года в Театре Сэмюэла Голдвина президентом киноакадемии Сидом Ганисом и обладательницей «Оскара» — актрисой Мирой Сорвино.

## Ведущие
Ведущим церемонии стал продюсер и телеведущий Джон Стюарт.
Кроме того, в награждении приняли участие Хилари Суонк, Джейми Фокс, Джессика Альба, Морган Фримен, Оуэн Уилсон, Люк Уилсон.

## Фильмы, получившие несколько номинаций
Лидерами по числу номинаций и наград стали фильмы «Горбатая гора» (восемь номинаций, три «Оскара») и «Столкновение» (шесть номинаций, три «Оскара»). Фильм «Доброй ночи и удачи» имел шесть номинаций, но ни в одной из них награды не получил. Картина «Кинг-Конг» выиграла три «Оскара» в технических номинациях.
| Фильм                                                    | номинации | награды |
| -------------------------------------------------------- | --------- | ------- |
| • Горбатая гора / Brokeback Mountain                     | 8         | 3       |
| • Столкновение / Crash                                   | 6         | 3       |
| • Мемуары гейши / Memoirs of a Geisha                    | 6         | 3       |
| • Доброй ночи и удачи / Good Night, and Good Luck.       | 6         | -       |
| • Капоте / Capote                                        | 5         | 1       |
| • Переступить черту / Walk the Line                      | 5         | 1       |
| • Мюнхен / Munich                                        | 5         | -       |
| • Кинг-Конг / King Kong                                  | 4         | 3       |
| • Преданный садовник / The Constant Gardener             | 4         | 1       |
| • Гордость и предубеждение / Pride & Prejudice           | 4         | -       |
| • Хроники Нарнии: Лев, колдунья и волшебный шкаф         | 3         | 1       |
| • Нокдаун / Cinderella Man                               | 3         | -       |
| • Война миров / War of the Worlds                        | 3         | -       |
| • Суета и движение / Hustle & Flow                       | 2         | 1       |
| • Сириана / Syriana                                      | 2         | 1       |
| • Миссис Хендерсон представляет / Mrs Henderson Presents | 2         | -       |
| • Трансамерика / Transamerica                            | 2         | -       |
| • Северная страна / North Country                        | 2         | -       |
| • Оправданная жестокость / A History of Violence         | 2         | -       |

## Список лауреатов и номинантов
★ Лауреаты выделены отдельным цветом. 

### Основные категории
| Категории                                                   | Лауреаты и номинанты                                                                          | Лауреаты и номинанты                                                           | Лауреаты и номинанты |
| ----------------------------------------------------------- | --------------------------------------------------------------------------------------------- | ------------------------------------------------------------------------------ | -------------------- |
| Лучший фильм (награды вручал Джек Николсон)                 | ★ Столкновение (продюсеры: Пол Хаггис и Кэти Шульман)                                         | ★ Столкновение (продюсеры: Пол Хаггис и Кэти Шульман)                          |                      |
| Лучший фильм (награды вручал Джек Николсон)                 | • Горбатая гора (продюсеры: Дайана Оссана и Джеймс Шамус)                                     |                                                                                |                      |
| Лучший фильм (награды вручал Джек Николсон)                 | • Капоте (продюсеры: Кэролайн Барон, Уильям Винс и Майкл Оуховен)                             |                                                                                |                      |
| Лучший фильм (награды вручал Джек Николсон)                 | • Доброй ночи и удачи (продюсер: Грант Хеслов)                                                |                                                                                |                      |
| Лучший фильм (награды вручал Джек Николсон)                 | • Мюнхен (продюсеры: Кэтлин Кеннеди, Стивен Спилберг и Барри Мендел)                          |                                                                                |                      |
| Лучший режиссёр (награду вручал Том Хэнкс)                  | Энг Ли                                                                                        | ★ Энг Ли за фильм «Горбатая гора»                                              |                      |
| Лучший режиссёр (награду вручал Том Хэнкс)                  | Энг Ли                                                                                        | • Беннетт Миллер — «Капоте»                                                    |                      |
| Лучший режиссёр (награду вручал Том Хэнкс)                  | Энг Ли                                                                                        | • Пол Хаггис — «Столкновение»                                                  |                      |
| Лучший режиссёр (награду вручал Том Хэнкс)                  | Энг Ли                                                                                        | • Джордж Клуни — «Доброй ночи и удачи»                                         |                      |
| Лучший режиссёр (награду вручал Том Хэнкс)                  | Энг Ли                                                                                        | • Стивен Спилберг — «Мюнхен»                                                   |                      |
| Лучший актёр (награду вручала Хилари Суонк)                 | Филип Сеймур Хоффман                                                                          | ★ Филип Сеймур Хоффман — «Капоте» (за роль Трумена Капоте)                     |                      |
| Лучший актёр (награду вручала Хилари Суонк)                 | Филип Сеймур Хоффман                                                                          | • Терренс Ховард — «Суета и движение» (за роль ДиДжэя)                         |                      |
| Лучший актёр (награду вручала Хилари Суонк)                 | Филип Сеймур Хоффман                                                                          | • Хит Леджер — «Горбатая гора» (за роль Энниса Дел Мара)                       |                      |
| Лучший актёр (награду вручала Хилари Суонк)                 | Филип Сеймур Хоффман                                                                          | • Хоакин Феникс — «Переступить черту» (за роль Джонни Р. Кэша)                 |                      |
| Лучший актёр (награду вручала Хилари Суонк)                 | Филип Сеймур Хоффман                                                                          | • Дэвид Стрэтэйрн — «Доброй ночи и удачи» (за роль Эдварда Р. Мэроу)           |                      |
| Лучшая актриса (награду вручал Джейми Фокс)                 | Риз Уизерспун                                                                                 | ★ Риз Уизерспун — «Переступить черту» (за роль Джун Картер)                    |                      |
| Лучшая актриса (награду вручал Джейми Фокс)                 | Риз Уизерспун                                                                                 | • Джуди Денч — «Миссис Хендерсон представляет» (за роль миссис Лоры Хендерсон) |                      |
| Лучшая актриса (награду вручал Джейми Фокс)                 | Риз Уизерспун                                                                                 | • Фелисити Хаффман — «Трансамерика» (за роль Сабрины «Бри» Осборн(а))          |                      |
| Лучшая актриса (награду вручал Джейми Фокс)                 | Риз Уизерспун                                                                                 | • Кира Найтли — «Гордость и предубеждение» (за роль Элизабет Беннет)           |                      |
| Лучшая актриса (награду вручал Джейми Фокс)                 | Риз Уизерспун                                                                                 | • Шарлиз Терон — «Северная страна» (за роль Джози Эймс)                        |                      |
| Лучший актёр второго плана (награду вручала Николь Кидман)  | Джордж Клуни                                                                                  | ★ Джордж Клуни — «Сириана» (за роль Боба Барнса)                               |                      |
| Лучший актёр второго плана (награду вручала Николь Кидман)  | Джордж Клуни                                                                                  | • Мэтт Диллон — «Столкновение» (за роль офицера Джона Райана)                  |                      |
| Лучший актёр второго плана (награду вручала Николь Кидман)  | Джордж Клуни                                                                                  | • Пол Джаматти — «Нокдаун» (за роль Джо Гулда)                                 |                      |
| Лучший актёр второго плана (награду вручала Николь Кидман)  | Джордж Клуни                                                                                  | • Джейк Джилленхол — «Горбатая гора» (за роль Джека Твиста)                    |                      |
| Лучший актёр второго плана (награду вручала Николь Кидман)  | Джордж Клуни                                                                                  | • Уильям Хёрт — «Оправданная жестокость» (за роль Ричи Кьюсака)                |                      |
| Лучшая актриса второго плана (награду вручал Морган Фримен) | Рэйчел Вайс                                                                                   | ★ Рэйчел Вайс — «Преданный садовник» (за роль Тессы Куэйл)                     |                      |
| Лучшая актриса второго плана (награду вручал Морган Фримен) | Рэйчел Вайс                                                                                   | • Эми Адамс — «Июньский жук» (за роль Эшли Джонстен)                           |                      |
| Лучшая актриса второго плана (награду вручал Морган Фримен) | Рэйчел Вайс                                                                                   | • Кэтрин Кинер — «Капоте» (за роль Нелл Харпер Ли)                             |                      |
| Лучшая актриса второго плана (награду вручал Морган Фримен) | Рэйчел Вайс                                                                                   | • Фрэнсис Макдорманд — «Северная страна» (за роль Глори Додж)                  |                      |
| Лучшая актриса второго плана (награду вручал Морган Фримен) | Рэйчел Вайс                                                                                   | • Мишель Уильямс — «Горбатая гора» (за роль Альмы Бирс Дел Мар)                |                      |
| Лучший оригинальный сценарий                                | Пол Хаггис                                                                                    | ★ Пол Хаггис и Роберт Мореско — «Столкновение»                                 |                      |
| Лучший оригинальный сценарий                                | Пол Хаггис                                                                                    | • Джордж Клуни и Грант Хеслов — «Доброй ночи и удачи»                          |                      |
| Лучший оригинальный сценарий                                | Пол Хаггис                                                                                    | • Вуди Аллен — «Матч-пойнт»                                                    |                      |
| Лучший оригинальный сценарий                                | Пол Хаггис                                                                                    | • Ной Баумбах — «Кальмар и кит»                                                |                      |
| Лучший оригинальный сценарий                                | Пол Хаггис                                                                                    | • Стивен Гаан — «Сириана»                                                      |                      |
| Лучший адаптированный сценарий                              | ★ Ларри Макмёрти и Дайана Оссана — «Горбатая гора»                                            | ★ Ларри Макмёрти и Дайана Оссана — «Горбатая гора»                             |                      |
| Лучший адаптированный сценарий                              | • Дэн Футтерман — «Капоте»                                                                    |                                                                                |                      |
| Лучший адаптированный сценарий                              | • Джеффри Кейн — «Преданный садовник»                                                         |                                                                                |                      |
| Лучший адаптированный сценарий                              | • Джош Олсон — «Оправданная жестокость»                                                       |                                                                                |                      |
| Лучший адаптированный сценарий                              | • Тони Кушнер и Эрик Рот — «Мюнхен»                                                           |                                                                                |                      |
| Лучший анимационный полнометражный фильм                    | ★ Уоллес и Громит: Проклятие кролика-оборотня (Ник Парк и Стив Бокс)                          | ★ Уоллес и Громит: Проклятие кролика-оборотня (Ник Парк и Стив Бокс)           |                      |
| Лучший анимационный полнометражный фильм                    | • Ходячий замок / ハウルの動く城 (Хаяо Миядзаки)                                              |                                                                                |                      |
| Лучший анимационный полнометражный фильм                    | • Труп невесты / Corpse Bride (Майк Джонсон и Тим Бёртон)                                     |                                                                                |                      |
| Лучший фильм на иностранном языке                           | ★ Цоци / Tsotsi (ЮАР) режиссёр: Гэвин Худ                                                     | ★ Цоци / Tsotsi (ЮАР) режиссёр: Гэвин Худ                                      |                      |
| Лучший фильм на иностранном языке                           | • Зверь в сердце / La bestia nel cuore (Италия) реж. Кристина Коменчини                       |                                                                                |                      |
| Лучший фильм на иностранном языке                           | • Счастливого Рождества / Joyeux Noël (Франция) реж. Кристиан Карион                          |                                                                                |                      |
| Лучший фильм на иностранном языке                           | • Рай сегодня / الجنة الآن (Палестина) реж. Хани Абу-Ассад                                    |                                                                                |                      |
| Лучший фильм на иностранном языке                           | • Софи Шолль — последние дни / Sophie Scholl — Die letzten Tage (Германия) реж. Марк Ротемунд |                                                                                |                      |

### Другие категории
| Категории                                    | Лауреаты и номинанты | Лауреаты и номинанты |
| -------------------------------------------- | --- | --- |
| Лучшая музыка                                | Густаво Сантаолалья | ★ Густаво Сантаолалья — «Горбатая гора»                                                                                             |
| Лучшая музыка                                | Густаво Сантаолалья | • Альберто Иглесиас — «Преданный садовник»                                                                                          |
| Лучшая музыка                                | Густаво Сантаолалья | • Джон Уильямс — «Мемуары гейши» |
| Лучшая музыка                                | Густаво Сантаолалья | • Джон Уильямс — «Мюнхен» |
| Лучшая музыка                                | Густаво Сантаолалья | • Дарио Марианелли — «Гордость и предубеждение»                                                                                     |
| Лучшая песня к фильму                        | ★ It’s Hard Out Here for a Pimp — «Суета и движение» — музыка и слова: Джордан Хьюстон, Седрик Коулмен и Пол Борежар                | ★ It’s Hard Out Here for a Pimp — «Суета и движение» — музыка и слова: Джордан Хьюстон, Седрик Коулмен и Пол Борежар                |
| Лучшая песня к фильму                        | • In the Deep — «Столкновение» — музыка и слова: Кэтлин Йорк, музыка: Майкл Бекер                                                   | |
| Лучшая песня к фильму                        | • Travelin’ Thru — «Трансамерика» — музыка и слова: Долли Партон                                                                    | |
| Лучший монтаж                                | ★ Хьюз Уинборн — «Столкновение» | ★ Хьюз Уинборн — «Столкновение» |
| Лучший монтаж                                | • Майк Хилл и Дэниэл П. Хэнли — «Нокдаун»                                                                                           | |
| Лучший монтаж                                | • Клер Симпсон — «Преданный садовник»                                                                                               | |
| Лучший монтаж                                | • Майкл Кан — «Мюнхен» | |
| Лучший монтаж                                | • Майкл МакКаскер — «Переступить черту»                                                                                             | |
| Лучшая операторская работа                   | ★ Дион Биби — «Мемуары гейши» | ★ Дион Биби — «Мемуары гейши» |
| Лучшая операторская работа                   | • Уолли Пфистер — «Бэтмен: Начало»                                                                                                  | |
| Лучшая операторская работа                   | • Родриго Прието — «Горбатая гора»                                                                                                  | |
| Лучшая операторская работа                   | • Роберт Элсвит — «Доброй ночи и удачи»                                                                                             | |
| Лучшая операторская работа                   | • Эммануэль Любецки — «Новый Свет»                                                                                                  | |
| Лучшая работа художника                      | ★ Джон Мир (постановщик), Гретчен Рау (декоратор) — «Мемуары гейши»                                                                 | ★ Джон Мир (постановщик), Гретчен Рау (декоратор) — «Мемуары гейши»                                                                 |
| Лучшая работа художника                      | • Джеймс Д. Бисселл (постановщик), Жан Паскаль (декоратор) — «Доброй ночи и удачи»                                                  | |
| Лучшая работа художника                      | • Стюарт Крэйг (постановщик), Стефани Макмиллан (декоратор) — «Гарри Поттер и Кубок огня»                                           | |
| Лучшая работа художника                      | • Грант Мейджор (постановщик), Дэн Хенна, Саймон Брайт (декораторы) — «Кинг-Конг»                                                   | |
| Лучшая работа художника                      | • Сара Гринвуд (постановщик), Кэти Спенсер (декоратор) — «Гордость и предубеждение»                                                 | |
| Лучший дизайн костюмов                       | ★ Коллин Этвуд — «Мемуары гейши» | ★ Коллин Этвуд — «Мемуары гейши» |
| Лучший дизайн костюмов                       | • Габриэлла Пескуччи — «Чарли и шоколадная фабрика»                                                                                 | |
| Лучший дизайн костюмов                       | • Сэнди Пауэлл — «Миссис Хендерсон представляет»                                                                                    | |
| Лучший дизайн костюмов                       | • Жаклин Дюрран — «Гордость и предубеждение»                                                                                        | |
| Лучший дизайн костюмов                       | • Эрианн Филлипс — «Переступить черту»                                                                                              | |
| Лучший звук                                  | ★ Кристофер Бойс, Майкл Семаник, Майкл Хеджес, Хэммонд Пик — «Кинг-Конг»                                                            | ★ Кристофер Бойс, Майкл Семаник, Майкл Хеджес, Хэммонд Пик — «Кинг-Конг»                                                            |
| Лучший звук                                  | • Терри Портер, Дин А. Зупанчич, Тони Джонсон — «Хроники Нарнии: Лев, колдунья и волшебный шкаф»                                    | |
| Лучший звук                                  | • Кевин О’Коннелл, Грег П. Расселл, Рик Клайн, Джон Притчетт — «Мемуары гейши»                                                      | |
| Лучший звук                                  | • Пол Мэсси, Даг Хемфилл, Питер Ф. Курланд — «Переступить черту»                                                                    | |
| Лучший звук                                  | • Энди Нельсон, Анна Бельмер, Рон Джадкинс — «Война миров»                                                                          | |
| Лучший звуковой монтаж                       | ★ Майк Хопкинс, Итан Ван дер Рин — «Кинг-Конг»                                                                                      | ★ Майк Хопкинс, Итан Ван дер Рин — «Кинг-Конг»                                                                                      |
| Лучший звуковой монтаж                       | • Уайли Стейтман — «Мемуары гейши»                                                                                                  | |
| Лучший звуковой монтаж                       | • Ричард Кинг — «Война миров» | |
| Лучшие визуальные эффекты                    | ★ Джо Леттери, Брайан Ван’т Хул, Кристиан Риверс и Ричард Тейлор — «Кинг-Конг»                                                      | ★ Джо Леттери, Брайан Ван’т Хул, Кристиан Риверс и Ричард Тейлор — «Кинг-Конг»                                                      |
| Лучшие визуальные эффекты                    | • Дин Райт, Билл Вестенхофер, Джим Берни и Скотт Фаррар — «Хроники Нарнии: Лев, колдунья и волшебный шкаф»                          | |
| Лучшие визуальные эффекты                    | • Деннис Мьюрен, Пабло Хелман, Рэнди Дутра и Дэниэл Судик — «Война миров»                                                           | |
| Лучший грим                                  | ★ Ховард Бергер, Тами Лейн — «Хроники Нарнии: Лев, колдунья и волшебный шкаф»                                                       | ★ Ховард Бергер, Тами Лейн — «Хроники Нарнии: Лев, колдунья и волшебный шкаф»                                                       |
| Лучший грим                                  | • Дэвид ЛеРой Андерсон, Лэнс Андерсон — «Нокдаун»                                                                                   | |
| Лучший грим                                  | • Дэйв Элси, Никки Гули — «Звёздные войны. Эпизод III: Месть ситхов»                                                                | |
| Лучший документальный полнометражный фильм   | ★ Птицы 2: Путешествие на край света / La Marche de l’empereur (Люк Жаке и Ив Дарондо)                                              | ★ Птицы 2: Путешествие на край света / La Marche de l’empereur (Люк Жаке и Ив Дарондо)                                              |
| Лучший документальный полнометражный фильм   | • Кошмар Дарвина / Darwin’s Nightmare (Хуберт Саупер)                                                                               | |
| Лучший документальный полнометражный фильм   | • Enron. Самые смышлёные парни в этой комнате / Enron: The Smartest Guys in the Room (Алекс Гибни и Джейсон Клиот)                  | |
| Лучший документальный полнометражный фильм   | • Убийственная игра / Murderball (Генри Алекс Рубин и Дана Адам Шапиро)                                                             | |
| Лучший документальный полнометражный фильм   | • Уличная битва / Street Fight (Маршалл Керри)                                                                                      | |
| Лучший документальный короткометражный фильм | ★ Звуки триумфа: Золотой век Нормана Корвина / A Note of Triumph: The Golden Age of Norman Corwin (Коринн Мэрринен и Эрик Симонсон) | ★ Звуки триумфа: Золотой век Нормана Корвина / A Note of Triumph: The Golden Age of Norman Corwin (Коринн Мэрринен и Эрик Симонсон) |
| Лучший документальный короткометражный фильм | • Смерть Кевина Картера / The Death of Kevin Carter: Casualty of the Bang Bang Club (Дэн Краусс)                                    | |
| Лучший документальный короткометражный фильм | • Бог спит в Руанде / God Sleeps in Rwanda (Кимберли Акуаро и Стэйси Шерман)                                                        | |
| Лучший документальный короткометражный фильм | • Грибной клуб / The Mushroom Club (Стивен Оказаки)                                                                                 | |
| Лучший игровой короткометражный фильм        | ★ Шестизарядник / Six Shooter (Мартин Макдонах)                                                                                     | ★ Шестизарядник / Six Shooter (Мартин Макдонах)                                                                                     |
| Лучший игровой короткометражный фильм        | • Беглянка / Der Ausreißer (Ульрике Гроте)                                                                                          | |
| Лучший игровой короткометражный фильм        | • Возврат / Cashback (Шон Эллис и Лене Босейджер)                                                                                   | |
| Лучший игровой короткометражный фильм        | • Последняя ферма / Síðasti bærinn (Рунар Рунарссон и Тор Сигуёнссон)                                                               | |
| Лучший игровой короткометражный фильм        | • Наше время истекло / Our Time Is Up (Роб Перлштейн и Пиа Клементе)                                                                | |
| Лучший анимационный короткометражный фильм   | ★ Луна и сын / The Moon and the Son: An Imagined Conversation (Джон Кэйнмэйкер и Пегги Штерн)                                       | ★ Луна и сын / The Moon and the Son: An Imagined Conversation (Джон Кэйнмэйкер и Пегги Штерн)                                       |
| Лучший анимационный короткометражный фильм   | • Только не спит барсук / Badgered (Шарон Колман)                                                                                   | |
| Лучший анимационный короткометражный фильм   | • Загадочные географические исследования Джаспера Морелло / The Mysterious Geographic Explorations of Jasper Morello (Энтони Лукас) | |
| Лучший анимационный короткометражный фильм   | • 9 (Девять) / 9 (Шейн Экер) | |
| Лучший анимационный короткометражный фильм   | • Человек-оркестр / One Man Band (Эндрю Хименес и Марк Эндрюс)                                                                      | |

### Специальная награда
| Награда                                                         | Лауреат                                                                  |
| --------------------------------------------------------------- | ------------------------------------------------------------------------ |
| Премия за выдающиеся заслуги в кинематографе (Почётный «Оскар») | ★ Роберт Олтмен — за выдающийся вклад в развитие мирового кинематографа. |